# Mariana Baggio
Mariana Baggio (* 1972 en Buenos Aires, Argentina - ) es una cantante y compositora de música infantil y con toques de folklore argentino. Su padre es un doctor en Física.
Estudió música en el "Collegium Musicum" en su infancia, y al crecer, estudió composición musical en la Escuela de Música Popular de Avellaneda junto a conocedores de la materia como Pepa Vivanco y Judith Akoschky.
Ella y Renata Schneider invitaron a Mariana a participar en los espectáculos y discos Ruidos y ruiditos 1, 2 y 3, aparecidos del año 1990 al '94, y luego del '96 al '99 en el espectáculo Encuentro con vientos de Silvia Altman. También participó en el disco Risas del viento del grupo Risas de la Tierra, en la canción "Santa Marta tiene tren". 
Fue docente de música en "El Jardín de la Esquina", del año 1995 al '98, y actualmente tiene su propio taller de iniciación musical con niños a partir de los 3 años, y su taller de piano y flauta con niños desde los 7 años.
Actualmente forma el grupo musical "Barcos y Mariposas", en el que están ella (voz y cuatro venezolano, también imita instrumentos como la trompeta), Martín Telechanski (guitarra, voz [a los que algunas veces les da efectos especiales, como de música techno o de animales], sampler y coproductor de los discos, con Mariana), y Gabriel Spiller (percusión, a veces con objetos tan inverosímiles, como latas de hojalata, teteras, ensaladeras y demás. Aparte él es el esposo de Mariana). Con el grupo ha editado 3 discos:
- Barcos y Mariposas (2000 [en México se editó en el 2004])

- Barcos y Mariposas 2 (2004)

- Barcos y Mariposas 3 (2009)

Y desde la aparición de los discos, mucha gente la ha llamado a dar conferencias, capacitar docentes y participar en jornadas educativas y culturales, así como para realizar publicaciones pedagógicas en diversas revistas educativas.

## Algunas canciones compuestas por ella
- "Que espere el tren" (con Martín Telechanski)

- "Luna lanar"

- "Trompo"

- "Que no pare de tocar"

- "Los 2 loros"

- "El pozo"

- "Piratas"

- "El pescador"

- "Canguro"

- "Candombe"

- "Agua"

- Entre muchas otras.

## Discografía
- 2000: "Barcos y Mariposas" - GOBI MUSIC
- 2004: "Barcos y Mariposas 2" - GOBI MUSIC
- 2009: "Barcos y Mariposas 3" - GOBI MUSIC
- 2012: "La Tarara" (Libro + CD)
- 2013: "Barcos y Mariposas en vivo" (DVD)
- 2015: "Barcos y Mariposas 4" - GOBI MUSIC

## Otros discos en los que participó
- Risas del viento (Magdalena Fleitas y el grupo Risas de la tierra): Cantó con Magdalena la canción "Santa Martha tiene tren", e incluso una parte del diálogo inicial de su canción "Que espere el tren" aparece ahí.
- Proyecto anual de trabajo para maestras jardineras (Editorial Estrada): Coescribió el libro con Mercedes Austral, Loreta Bellón y Alicia Carreira, e incluso se incluye con el libro una serie de objetos didácticos, entre los que se encuentra un disco con canciones de Mariana y actividades escritas por ella y su grupo.